# Bolsa de Valores e Produtos de Assunção (BVPASA)
A Bolsa de Valores e Produtos de Assunção (BVPASA) é uma bolsa de valores localizada em Assunção, Paraguai. 

## História
A BVPASA foi fundada pela Câmara Nacional de Comércio e Serviços do Paraguai em 28 de setembro de 1977 durante o governo de Alfredo Stroessner. Após um longo período sem atividade no mercado, em 1991 a Lei N ° 94/91 do Mercado de Valores do Paraguai foi aprovada, com o estabelecimento dos requisitos legais para a contratação de operações de mercado.